# قاسم‌آباد (سرخس)
قاسم آباد، از روستاهای بخش مرکزی شهرستان سرخس است که در جنوب شهر سرخس و در غرب حاشیه رودخانه تجن قرار دارد. بر اساس سرشماری سال ۱۳۸۵ جمعیت آن (۳۰ خانوار) ۱۰۳ نفر 
است.
_تاریخچه_
قاسم آباد در ۱۱۰ سال پیش توسط شخصی به نام قاسم خان ریگی که به خاطر شکست عاطفی در ازدواج از موطن خود میرجاوه بلوچستان به این منطقه کوچ کرده بود بنا نهاده 
قاسم خان را مرد افسانه ای سرخس می نامند
روزنامه آفتاب شرق در دهه پنجاه او را بعد از فتحعلی شاه و ناصرالدین شاه قاجار دارای بیشترین اولاد به رسمیت شناخته بود
قاسم خان ریگی [بلوچ] را یکی از مرزبانان غیور منطقه می نامیدند که مانع از تجاوزات مرزی ترکمانان گردیده بود
قاسم خان به سخاوتمندی و مهمان نوازی معروف بود
و ذکر یاعلی شاه مردان ورد زبانش بود
اهالی این روستا به کار دامداری و کشاورزی مشغول اند و خربزه باخرمان این روستا شهرت استانی دارد

## معیشت
شغل اصلی این مردم، دامداری و کشاورزی در حاشیه تجن می‌باشد.